# 타람파야
타람파야 자연공원은 아르헨티나 북서부의 라 리오하 지방에 위치한 자연공원이다. 면적은 약 2,150 제곱킬로미터이며, 해발 1,500m의 고원 지방이다. 이 곳은 고고학, 고생물연구에서의 중요성을 인정받아 2000년에 유네스코 선정 세계유산에 지정되었다.
이곳은 바람이 많이 불고 고온 건조하기 때문에 분지가 형성되었다. 타람파야 강에는 수백만 년 전 공룡이 살았던 흔적들이 화석으로 남아있으나, 바로 남쪽에 위치한 이치구알라스토만큼 풍성하지는 않다. 이 곳이 유명한 이유는 약 143m 높이의 거대한 암벽 때문이다.
그 외에도 예전 원주민들이 살았던 흔적들과 고원 지대의 희귀한 식물들, 구아나코 등의 야생 동물들도 볼 수 있다.

## 사진

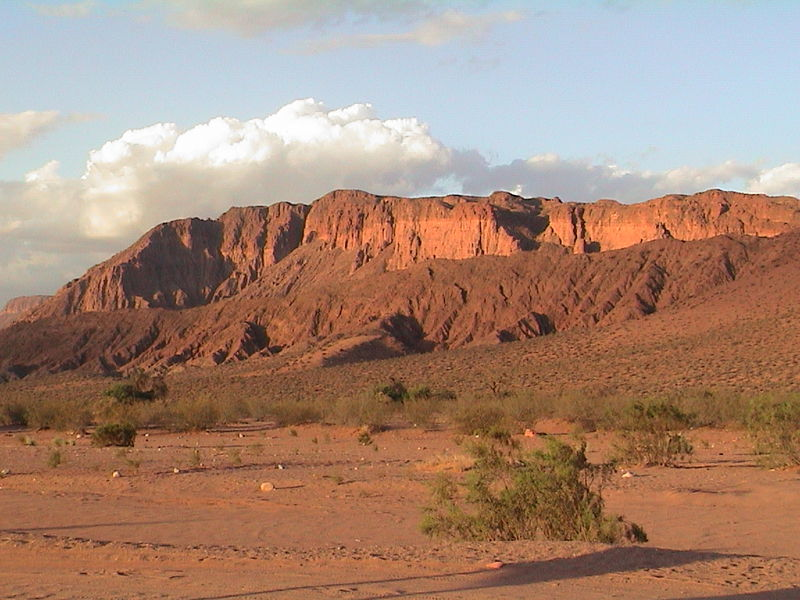
타람파야 국립공원
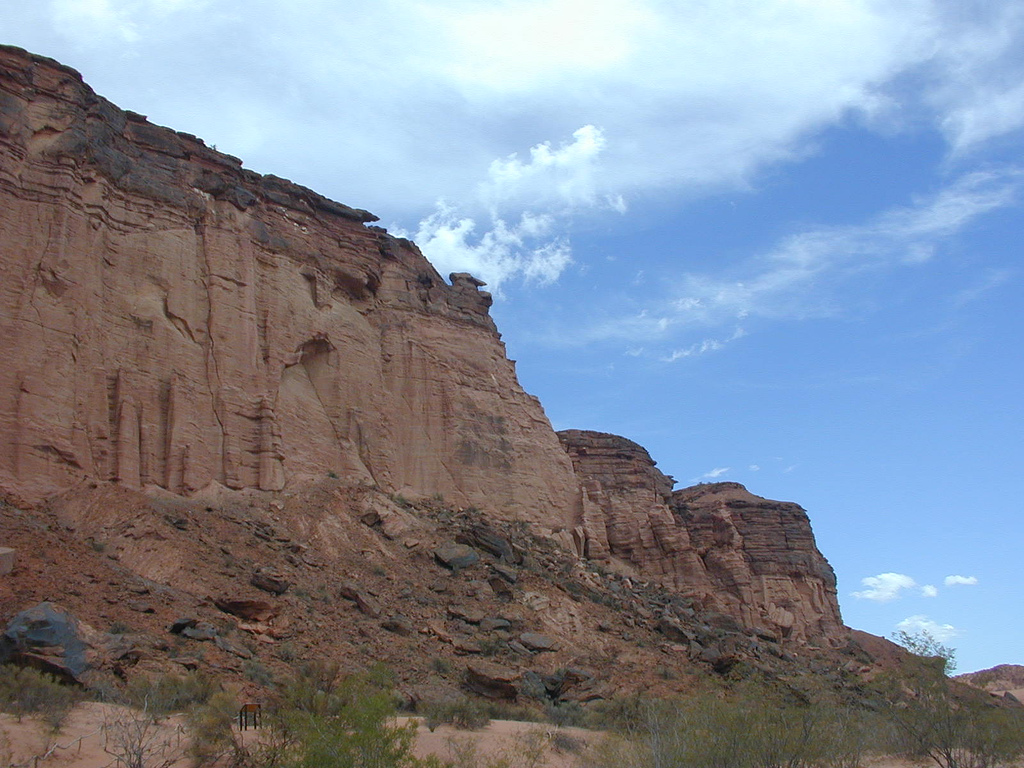
타람파야 계곡 입구
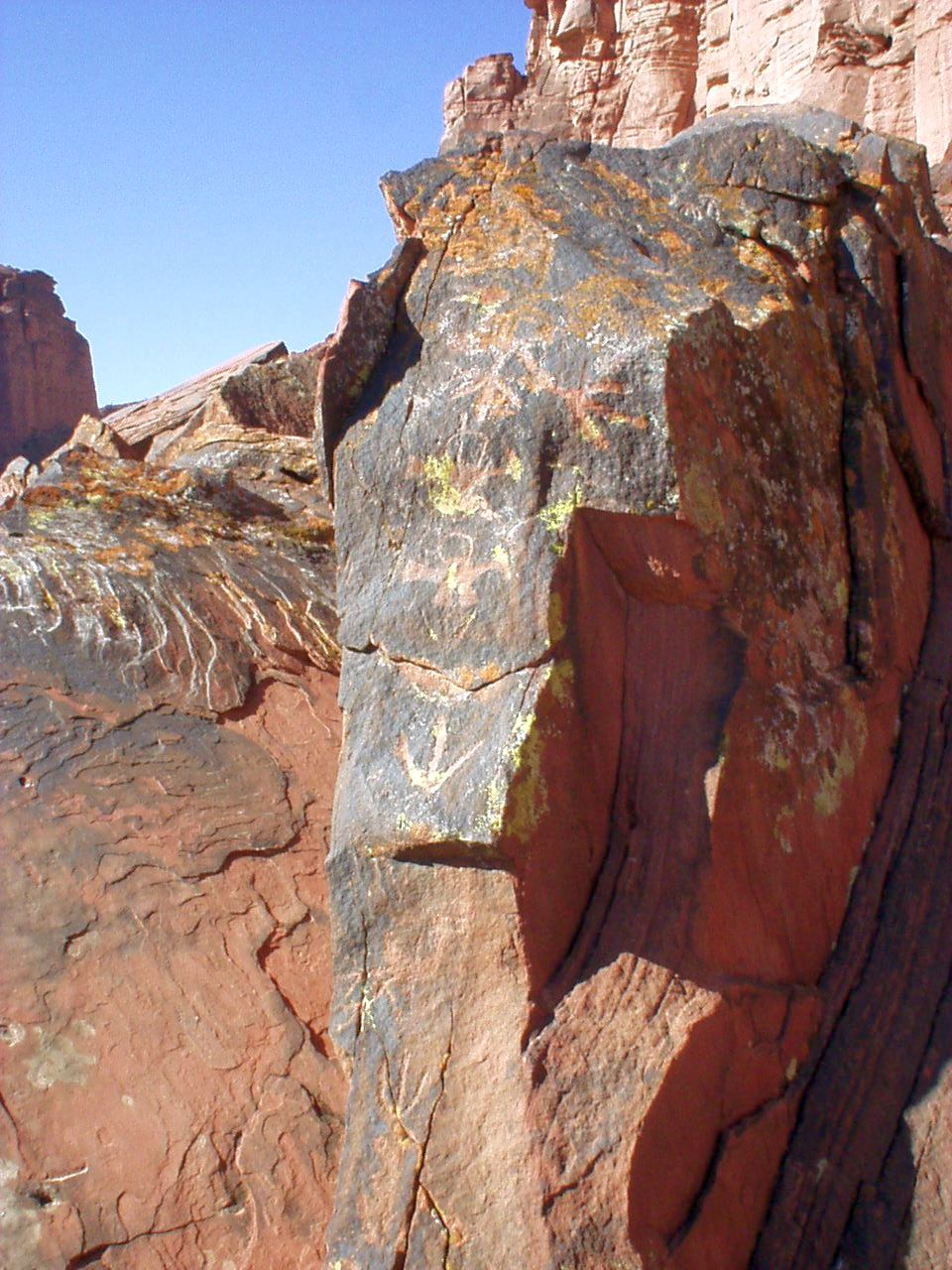
암각화들
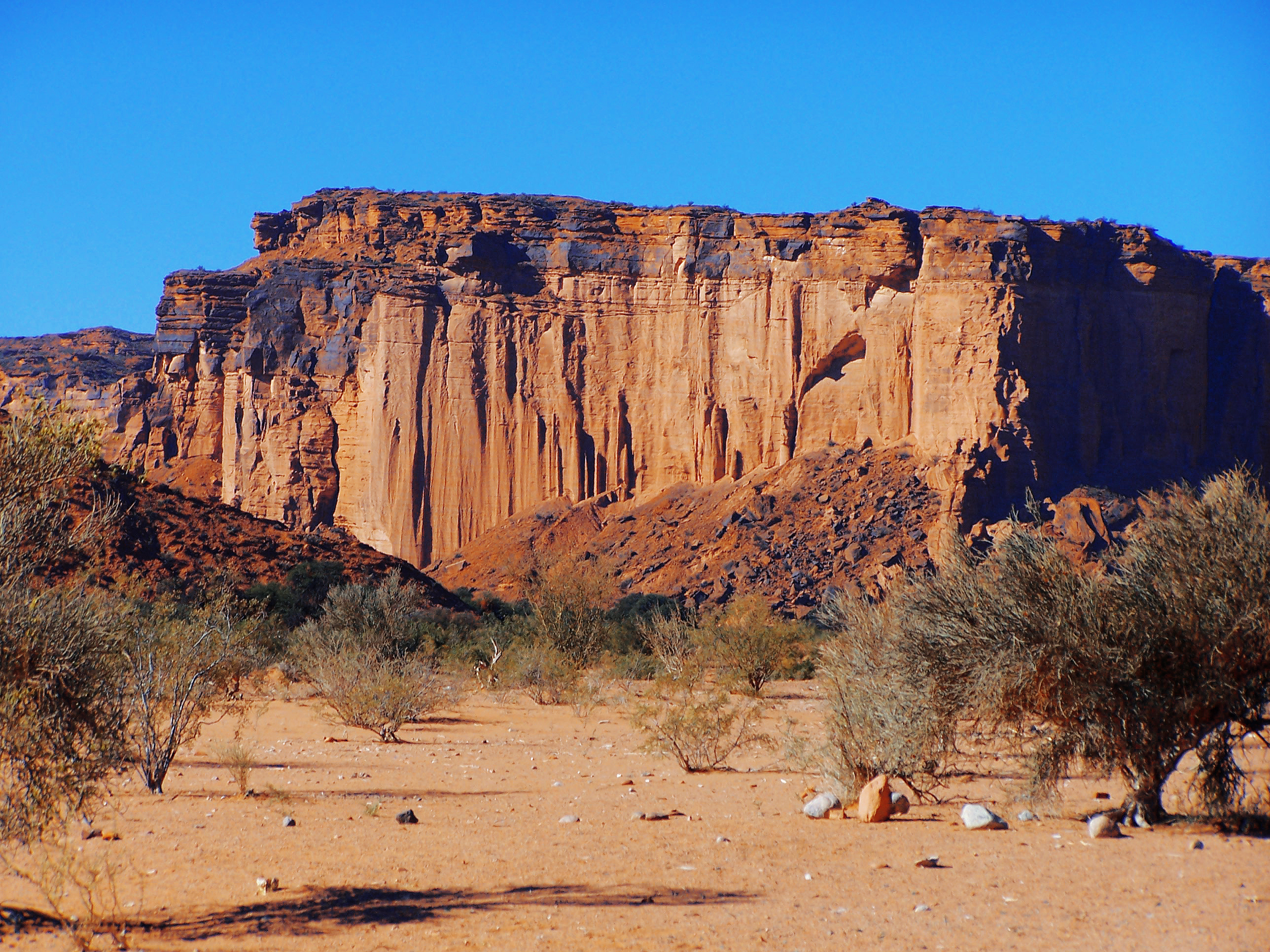
거대한 암벽